# Agrotis psammophaea
Agrotis psammophaea là một loài bướm đêm thuộc họ Noctuidae. Nó là loài đặc hữu của Kauai và Maui.